# 阿克曼嶺
86°34′S 147°30′W / 86.567°S 147.500°W
阿克曼嶺（英語：Ackerman Ridge）是南極洲的山嶺，位於瑪麗伯德地，屬於毛德王后山脈中拉戈斯山脈的一部分，在1934年12月由美國探險隊發現和繪入地圖，現時由南極條約體系管理。